# Ted Gärdestad
Ted Gärdestad (Sollentuna, 18 de febrero de 1956 - 22 de junio de 1997) fue un cantante, compositor y músico sueco.

## Biografía y carrera
Ted tenía solo 15 años de edad cuando él y su hermano menor de ocho años, Kenneth Gärdestad, decidieron llamar a la puerta de Polar Music en 1971. Ted era el compositor y cantante, mientras que Kenneth era el letrista de las melodías de Ted. Su colaboración resultó exitosa. El polifacético Ted podía tocar casi todos los instrumentos que caían en sus manos: piano, teclados, guitarras, mandolina, ukulele, acordeón, etc. Fue descrito a menudo como el chico maravilla de la música en los medios de comunicación suecos. Al final de la década de 1970 era el cantante más popular de su país, solo superado por los ABBA. Representó a Suecia en el Festival de la Canción de Eurovisión 1979 con el tema "Satellit", pero no tuvo éxito, terminando en el puesto 17º con solo 8 puntos.
Ted se involucró en los principios de Osho, considerados por muchos como una secta. Fue entonces cuando se manifestaron sus problemas mentales. Más tarde, fue injustamente señalado como sospechoso de la muerte de Olof Palme lo que agravó su salud mental. Su muerte es considerada un suicidio, ya que Ted encontró la muerte al caer delante de un tren. Su hermano Kenneth más tarde habló a la prensa y escribió un libro sobre los problemas mentales de su hermano en los últimos años de su vida, quedando convencido de que su hermano sufría esquizofrenia.

## Discografía

### Álbumes
- Undringar (1972)
- Ted (1973)
- Upptåg (1974)
- Franska kort (1976)
- Blue Virgin Isles (1978)
- Stormvarning (1981)
- Kalendarium 1972-1993 (1993)
- Äntligen på väg (1994)
- Solregn (2001) (CD-Box)
- Droppar av solregn (2002)
- 15 klassiker 1972-1981 (2003)
- Sol Vind & Vatten - Det bästa (2004)
- Fånga en ängel - En hyllning till Ted Gärdestad (2004)
- Ted Gärdestad 18 ballader (2005)

### Singles
- Jag vill ha en egen måne (1972)
- Jag ska fånga en ängel (1973)
- Oh, vilken härlig da' (1973)
- Sol, vind och vatten (1973)
- Eiffeltornet (1974)
- Rockin' 'n' reelin' (1975)
- Angela (1976)
- Chapeau-Claque (1976)
- Satellit (1979)
- Låt solen värma dig (1980) (con Annica Boller)
- Låt kärleken slå rot (1981)
- Himlen är oskyldigt blå (1993)
- För kärlekens skull (1993)
- Ge en sol (1994)

## Filmografía
Participó en películas en su infancia y adolescencia, siempre en papeles secundarios.
- En småstad vid seklets början (1966)
- Story of a Woman (1968)
- Stenansiktet (1973)